# Tom Clancy's Ghost Recon Advanced Warfighter
Tom Clancy's Ghost Recon Advanced Warfighter (alias Ghost Recon 3 ou GRAW) est un jeu vidéo de Tir tactique édité par Ubisoft en 2006. C'est le troisième jeu de la série Tom Clancy's Ghost Recon.

## Scénario
Le jeu débute alors que Mitchell est parachuté en plein cœur de Mexico en solo avec pour but d'empêcher la transaction. Un des rebelles est identifié par le pilote du UH-60 de Mitchell, Bud (également ami de Mitchell), comme étant le colonel Carlos Ontiveros, fils d'un général Mexicain. La mission est annulée lorsqu'un coup d'État survient à Mexico : Mitchell est donc envoyé sur le front, avec pour objectif de sauver les présidents mexicain (Ruiz-Pena), américain (Ballantine) et canadien, réunis à l'occasion du traité du North American Joint Security Agreement (NAJSA), traité signant l'alliance militaire des trois pays. Le premier ministre canadien est tué durant le coup d'État, les deux présidents restants sont forcés de se cacher et Mitchell est donc envoyé pour les évacuer.
Le président Ballantine est sécurisé puis ramené jusqu'à Air Force One mais avec l'interdiction de décoller, la zone étant considérée comme dangereuse. Le président Ruiz Pena est évacué jusqu'à l'ambassade américaine de Mexico mais une bombe suivie d'un assaut massif de troupes rebelles le force à prendre la fuite, fuite effectuée grâce à l'intervention des Ghosts et de quelques Marines. Ruiz Pena, sous le choc d'une telle situation, autorise les forces américaines à intervenir à Mexico.
Sa première mission pour le rétablissement de la paix à Mexico consiste à détruire une batterie d'artillerie afin d'ouvrir un passage pour un assaut mené sur Chapultepec, où se trouvent 50 tanks M1A2 Abrams donnés au gouvernement Mexicain dans le cadre du NAJSA. Mitchell devra également libérer les pilotes de chars tombés aux mains de l'ennemi, puis les mener jusqu'aux M1A2 Abrams afin de bénéficier d'un soutien blindé.
Les rebelles, en possession du Guardrail IX, l'utilisent afin de brouiller les communications américaines et les forces spéciales Aguila siete (les 7 aigles), prennent le président Ballantine en embuscade : Mitchell est donc chargé de le sauver, chose qu'il accomplira sans problèmes. Mais les commandes (le "Football") des défenses nucléaires est volé par les rebelles, ce qui, combiné au Guardrail IX, leur permet de contrôler les missiles balistiques intercontinentaux, ce qui pousse ainsi la Chine et la Russie à mettre les leurs en service.
Mitchell et ses Ghosts sont donc chargés de retrouver le Guardrail IX et le Football, mais dans un premier temps, seul le Guardrail IX parvient à être désactivé, laissant ainsi planer une menace nucléaire. Mitchell est ensuite chargé de retourner en centre-ville pour dégager aux M1A2 Abrams l'accès  de la Zocalo Plaza où se trouve le Palais National à l'intérieur duquel le général Ontiveros se cache. Ce dernier est capturé sans problème, mais son fils Carlos parvient à s'échapper avec le UH-60 de Bud, le tuant au passage. Peu après, Carlos change son UH-60 pour un Apache et abat l'UH-60 de l'équipe Bravo et fait prisonnier ses occupants.
La fin approche : Carlos Ontiveros retourne à l'ambassade afin de transférer les codes de l'arsenal nucléaire américain. Mais Mitchell et ses Ghosts fondent sur l'ambassade en ruines, récupérant, l'équipe Bravo et le Football. Finalement Carlos Ontiveros est abattu par Mitchell, mettant fin à la crise mexicaine. Un général américain infiltré au cœur du gouvernement est ensuite découvert comme étant un traitre ayant aidé les Ontiveros…

## Accueil
- Jeuxvideo.com : 17/20 (X360)[1] - 17/20 (PC)[2] - 10/20 (XB)[3] - 9/20 (PS2)[4]